# Двірецька сільська рада (Житомирський район)
Двірецька сільська рада — колишня адміністративно-територіальна одиниця та орган місцевого самоврядування в Троянівському і Житомирському районах Волинської округи, Київської та Житомирської областей Української РСР з адміністративним центром у селі Двірець.

## Населені пункти
Сільській раді на час ліквідації були підпорядковані населені пункти:
- с. Волиця
- с. Вишневе
- с. Двірець

## Населення
Кількість населення ради, станом на 1923 рік, становила 968 осіб, кількість дворів — 174.

## Історія та адміністративний устрій
Створена 1923 року в складі сіл Двірець та Ляхівці Троянівської волості Житомирського повіту Волинської губернії. 7 березня 1923 року увійшла до складу новоствореного Троянівського району Житомирської (згодом — Волинська) округи. У 1941—43 роках с. Ляхівці було центром Ляхівецької сільської управи; не пізніше 1946 року злилося з с. Ворошилівка Волицької сільської ради Троянівського району.
Станом на 1 вересня 1946 року сільська рада входила до складу Троянівського району Житомирської області, на обліку в раді перебувало с. Двірець.
11 серпня 1954 року, відповідно до указу Президії Верховної ради УРСР «Про укрупнення сільських рад по Житомирській області», до складу ради приєднано села Волиця та Ворошилівка (згодом — Вишневе) ліквідованої Волицької сільської ради Троянівського району Житомирської області. 28 листопада 1957 року, внаслідок виконання указу Президії Верховної ради УРСР «Про укрупнення деяких районів області», внаслідок ліквідації Троянівського району, сільська рада увійшла до складу Житомирського району.
Ліквідована 12 травня 1958 року, відповідно до рішення Житомирського облвиконкому № 442 «Про об'єднання сільських рад депутатів трудящих по Житомирському району», територію та населені пункти приєднано до складу Сінгурівської сільської ради Житомирського району Житомирської області.